# 大克拉杜沙
大克拉杜沙是波斯尼亚和黑塞哥维那实体之一波黑联邦烏納-薩納州的市镇。市镇面积为331平方公里，2013年人口数量为40,419人。

## 外部連結
- 官方网站  （波斯尼亞文）